# 開普科洛尼 (北卡羅萊納州)
開普科洛尼（英語：Cape Colony）是位於美國北卡羅萊納州喬萬縣的普查規定居民點。

## 人口
根據2020年美國人口普查的數據，開普科洛尼的面積為3.51平方千米，當中陸地面積為2.62平方千米，而水域面積為0.89平方千米。當地共有人口691人，而人口密度為每平方千米196.87人。